# Magyarkéc
Magyarkéc (románul: Cheț), település Romániában, a Partiumban, Bihar megyében.

## Fekvése
Margittától északra, Szalacs, Szilágypér és Genyéte közt fekvő település.

## Története
Magyarkéc nevét 1397-ben már említette egy oklevél Kech néven, mint a Csáky család birtokát.
1406-ban Gecz, 1421-ben Keech, 1475-ben Eghazaskeecz, 1913-ban Magyarkécz néven írták. 1642-ben I. Rákóczi György birtokaként említették.
1851-ben a Károlyi család, majd gróf Károlyi Gyula örököseinek birtoka lett. A Károlyiaknak a 19. század elején híres pálinkafőzőjük volt itt, valamint ekkor még a Rákóczy-korból, egy kb. 500 négyszögöl kiterjedésű pincze is megtalálható volt itt. A község lakosainak egy része orosz települtekből állott, akik az idők folyamán teljesen megmagyarosodtak. A település régi helynevei: Malomhely, Vajdakert és Csókáj nevű dülők elnevezései a 20. század elején még közismertek voltak. A községhez tartoztak még Fancsal, Gyugyori és Cserépszin puszták is. 1910-ben 1057 lakosából 643 magyar, 411 román volt. Ebből 73 római katolikus, 486 görögkatolikus, 471 református volt. 2002-ben 1145 lakosból 593-at (52%) regisztráltak magyarként. A trianoni békeszerződés előtt Bihar vármegye Margittai járásához tartozott.

## Nevezetességek
- Református temploma – 1863-ban épült az ősi egyház helyén.
- Görögkatolikus temploma – 1872-ben épült.